# Họa sĩ

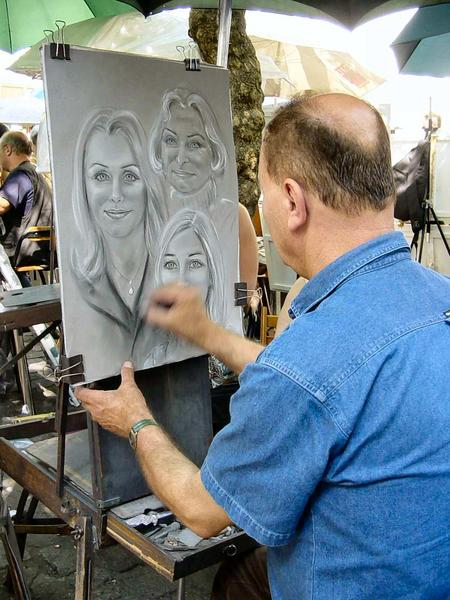
Họa sĩ đang vẽ tranh chân dung

Họa sĩ là người có khả năng và thực hiện sáng tác ra các tác phẩm hội họa, thể hiện tư tưởng nghệ thuật, tình cảm, tâm huyết qua các tác phẩm có thể cảm nhận được bằng thị giác.
Các tác phẩm nghệ thuật tạo hình này chủ yếu do các họa sĩ sử dụng màu phủ lên một bề mặt tương đối phẳng để thể hiện hình ảnh. Ngày nay, khái niệm họa sĩ được mở rộng ra cả những người tạo hình trên máy tính.

## Lịch sử
Những họa sĩ đầu tiên có tác phẩm để đời còn được biết đến là những người nguyên thủy tại Pháp cách đây 32000 năm .
Tại Việt Nam, các hình ảnh được khắc trên trống đồng Đông Sơn là bằng chứng chắc chắn nhất về nghệ thuật tạo hình của người Việt cổ.

## Một số họa sĩ nổi tiếng
- Vincent van Gogh
- Pablo Picasso
- Leonardo da Vinci
- Edouard Manet
- Paul Cézanne
- Rembrandt
- Andy Warhol
- Henri Matisse
- Edgar Degas